# باسارابياسكا
مدينة باسارابياسكا هي مدينة في مولدوفا، وهي عاصمة مقاطعة باسارابياسكا. بلغ تعداد سكانها 11.200 عام 2005. وتقع على الحدود مع أوكرانيا على بعد 94 كم جنوب العاصمة كيشيناو. يقطعُها نهر كوجالنيك من الشمال الغربي إلى الجنوب الشرقي متجها إلى البحر الأسود.

## توأمة
لباسارابياسكا اتفاقيات توأمة مع كل من:
- بلدية أوغري [3]
- أوغره [3]